# Ольденбургская лошадь

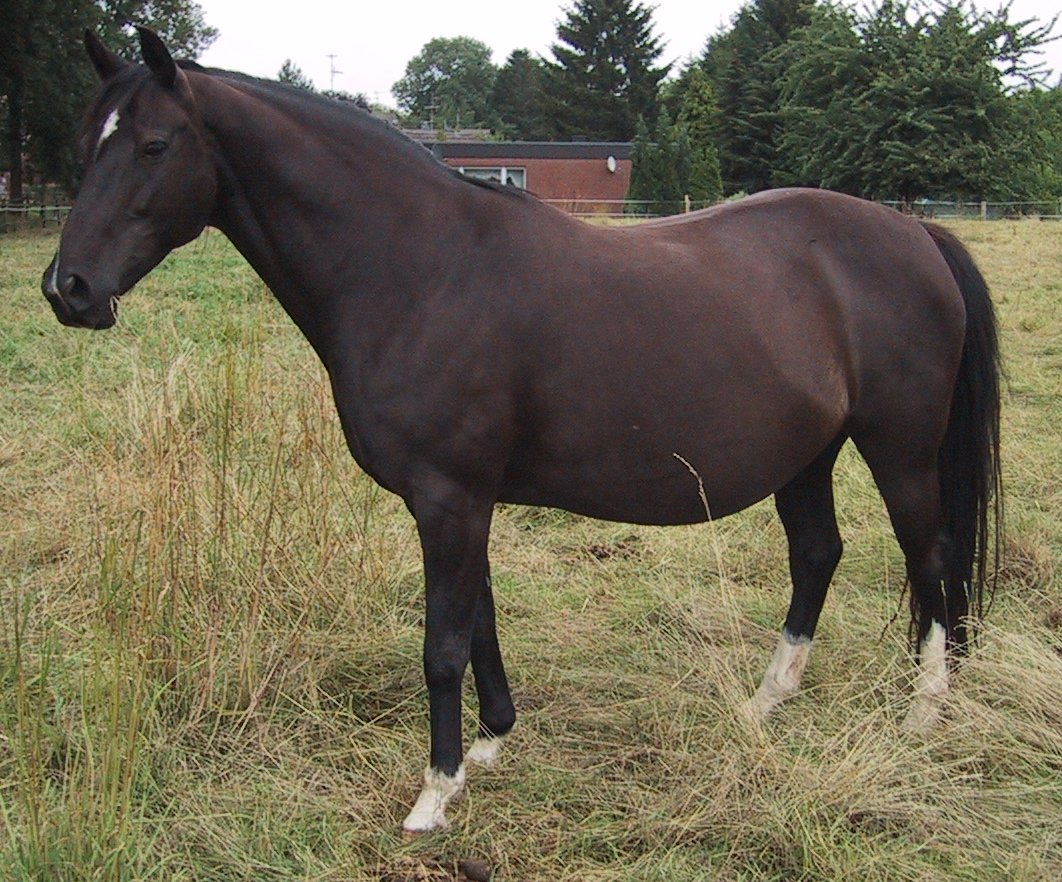

Ольденбу́ргская — порода лошадей. Она имеет более древнее происхождение, чем большинство полукровных пород; это самая тяжёлая из современных полукровных.
Ольденбургская порода была выведена в XVII в. как упряжная лошадь для сельскохозяйственных работ. На протяжении последующих веков коневоды приспосабливали породу к нуждам рынка, прибегая к разнообразным скрещиваниям. Лошадь ольденбургской породы XVII в. имела типичный для упряжной лошади аллюр с подвижными запястьями и плечами, достаточно вертикально поставленными, чтобы держать хомут.
В следующие 100 лет ольденбургские лошади стали более изящными и пригодными для верховой езды. Сейчас движения лошади ровные, пластичные, ритмичные, немного завышенные, но это не является недостатком для выездки и конкура.
Тавро ольденбургской лошади в виде «О».

## Характеристики породы
Конституция Эта лошадь производит впечатление красивой полукровной тяжёлого типа. Плечи сильные, но при этом не такие покатые, как у чистокровной верховой породы. Холка правильной формы. Корпус и грудь широкие, как и у других лошадей. Спина немного длинновата для лошадей, принимающих участие в соревнованиях по конкуру. Задняя часть корпуса чрезвычайно сильная и широкая. Ноги крепкие и достаточно сильные, чтобы держать такую крупную лошадь. Суставы широкие, пясти короткие, около 23 см в обхвате. Копыта пропорциональны большим размерам корпуса, твердые, с открытыми стрелками.
Голова красивая, чётко очерченная. с красивой посадкой. Шея толстая, но выгнутая, уши удлинённые и подвижные, профиль прямой или слегка «бараний», ноздри широкие.
Масть В основном вороная, рыжая или гнедая.
Высота Примерно 16,2-17,2 ладони. (1,68-1,78 м.)

## Нрав и уход
Ольденбургская лошадь — это крупное животное. Она напоминает тяжёлый тип гунтера с заметной долей признаков чистокровной верховой. Благодаря своей мощности, раннему взрослению и большой продолжительности жизни, широкому и активному ходу, она всегда будет пользоваться спросом.

## Происхождение
Ольденбургская порода произошла от фризских лошадей, которые населяли район реки Везер на территории современной Голландии. Центрами разведения породы были провинции Ольденбург и восточная Фризия. Климат в этом районе умеренный, но при этом плохо подходящий для коневодства.

## История породы
Родина ольденбургских лошадей — провинция Ольденбург, Восточная Фризия. Названа в честь её основателя, графа Антона Гюнтер фон Ольденбург (1603—1667), который страстно увлекался коневодством. Он скрестил фризских кобыл с полукровным жеребцом восточной породы по кличке Кренич. Кроме того, была добавлена кровь ибейрийской и неаполитанской пород, чтобы получить мощную лошадь для упряжки и кареты. Во второй половине XVIII в. было проведено скрещивание с арабскими, берберийскими и чистокровными верховыми лошадьми. К 19 столетию на эту породу большое влияние оказала кливлендская гнедая, а также йоркширская упряжная. Нормандская, англо-нормандская и ганноверская также были скрещены с ольденбургской примерно в то же время. Она стала соответствовать запросам армии, где требовалась сильная лошадь для перевозки артиллерии.
После Второй мировой войны коневоды сделали ольденбургскую породу более лёгкой, чтобы она соответствовала возросшему спросу на прогулочных верховых лошадей. Опять были проведены скрещивания с чистокровной верховой, а также тракененской и англо-нормандской. Ольденбургская порода была видоизменена, чтобы занять своё место в развивающемся виде спорта — спортивной верховой езде. В течение последних двух десятилетий история повторилась: ольденбургская снова стала использоваться в качестве отличной упряжной лошади для экипажей.

## Использование породы
Трудно найти лучшую породу для драйвинга и торжественных церемоний, чем ольденбургская. Кроме того, эти лошади хорошо выступают на соревнованиях по конкуру и выездке.